# Vladimir Kuzin
Nikolai Petrovich Anikin (en ruso Николай Петрович Аникин; Ishim, Óblast de Tiumén, 25 de enero de 1932 – Duluth (Minnesota), 14 de noviembre de 2009) fue un esquiador de fondo soviético que compitió en la década de los 50. Ganó la medalla de oro en la prueba de 4x10 km de los Juegos Olímpicos de Cortina d'Ampezzo 1956 haciendo equipo con Fiodor Terentiev, Pavel Kolchin y Nikolai Anikin. También participó en la prueba olímpica de 30 kilómetros donde acabó quinto y en la de 15 kilómetros donde acabó décimo.
En su palmarés también destacan tres medallas en el Campeonato Mundial de Esquí Nórdico de 1954, dos de oro y una de plata, así como dos campeonatos nacionales.
Una vez retirado ejerció de entrenador.